# 三田真希
三田 真希（みた まき、1983年4月22日-）は、大阪府八尾市出身の元競泳選手である。須磨学園高等学校、早稲田大学教育学部卒。コナミ西日本所属。2001年世界水泳選手権800ｍフリーリレー銅メダリスト。

## 人物
- 2000年のシドニーオリンピックに出場。オリンピック初出場の同期には女子には萩原智子・田島寧子・大西順子・山田沙知子、男子には北島康介がいた。
- 2008年の日本水泳選手権では女子200m自由形では2位となり、北京オリンピックの4×200mフリーリレーのメンバーとして出場権を獲得した。2000年のシドニーオリンピック以来の2度目の出場である。
- 引退後はコナミスポーツクラブ本店所属ながらコナミスポーツクラブ池袋等でインストラクターをしていたが、5月末で池袋での勤務を終了し、6月からは本店の業務に専念することが発表された。

## 国際大会
- 2000年：シドニーオリンピック（100mバタフライ、200mバタフライとして出場）
- 2001年：2001年世界水泳選手権（女子4×200m自由形リレーのメンバーとして出場)
- 2008年：北京オリンピック（4×200m自由形リレーとして出場）